# Gungrave: Overdose
Pour les articles homonymes, voir Gungrave.
Gungrave: Overdose (ガングレイヴO.D.) est un jeu vidéo de tir à la troisième personne développé par Ikusabune et édité par Red Entertainment, sorti en 2004 sur PlayStation 2.
Il fait suite à Gungrave.

## Accueil
- Jeuxvideo.com : 12/20[1]